# Chã Grande Futebol Clube
Chã Grande Futebol Clube é um clube brasileiro de futebol sediado no município de Chã Grande a 82 km do Recife, no estado de Pernambuco. O clube recebeu esse nome em homenagem à cidade de Chã Grande. Em três anos como profissional o clube foi Campeão Pernambucano da Série A2 de 2012.

## História
O Chã Grande participou de duas edições do Campeonato Pernambucano da Série A2 (2010 e 2011), em parceria com o Decisão e com o nome de Chã Grande/Decisão. Desfeita a parceria, o Chã Grande disputa a competição no ano de 2012 como Chã Grande Futebol Clube. As cores do uniforme são o Azul e o Branco.
O dia 28 de outubro de 2012 ficou marcado pelo primeiro título do time, sendo essa conquista a 2ª divisão do Campeonato Pernambucano de 2012.

## Histórico Oficial de Competições
- Campeonato Pernambucano de Futebol: 2013, 2014
- Campeonato Pernambucano de Futebol da 2ª Divisão: 2010, 2011, 2012, 2017

## Estádio

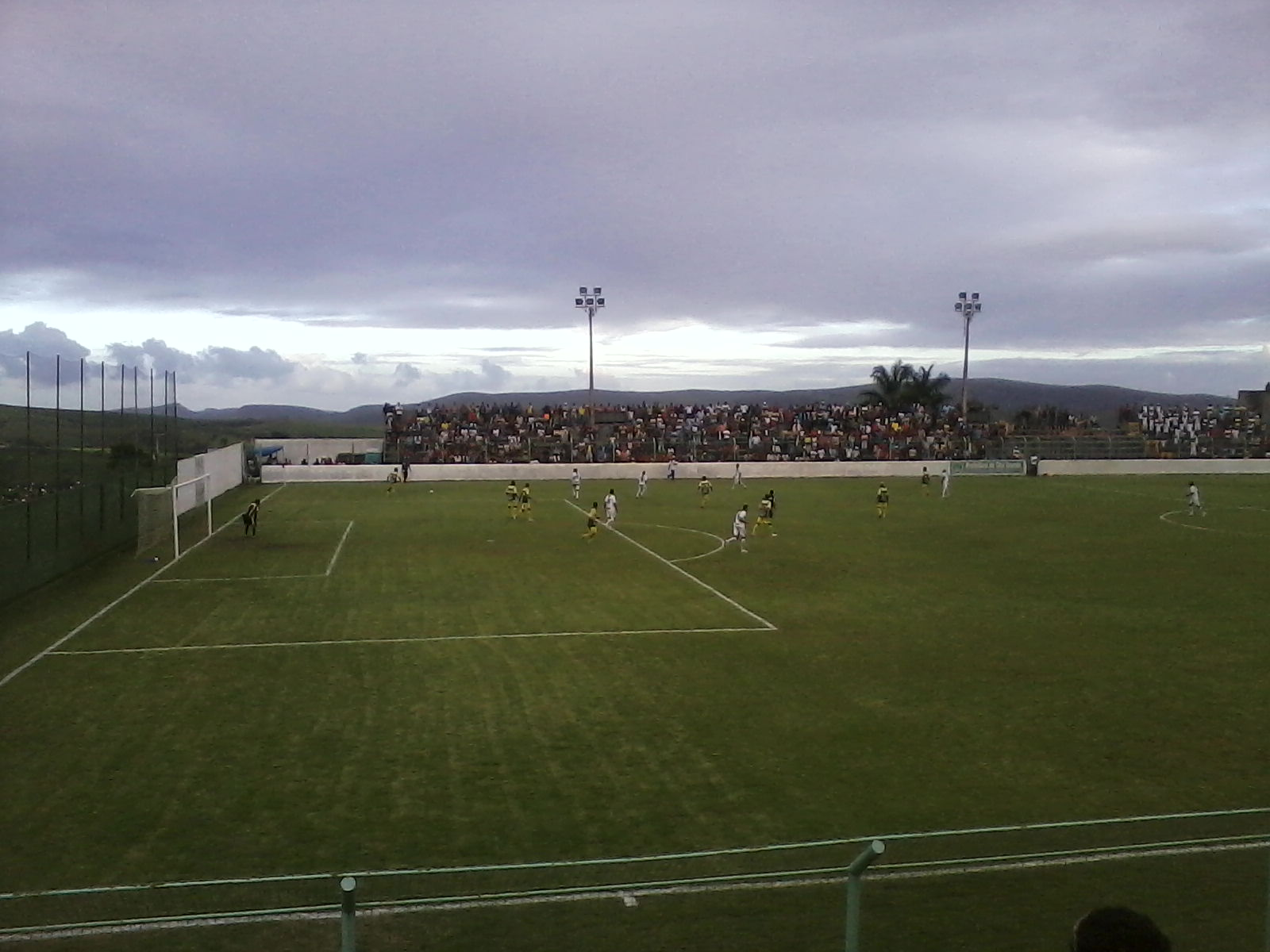
Estádio do Chã Grande

O Chã Grande realiza seus jogos no Estádio Barbosão, em Chã Grande, que pertence à Prefeitura Municipal e tem capacidade para 3.400 pessoas. O apelido Barbosão tem origem no nome dado ao estádio. O estádio foi inaugurado oficialmente no dia 9 de maio de 2010, contando com a presença de 2.500 pessoas.

## Títulos
| Estaduais | Estaduais                          | Estaduais | Estaduais  |
|           | Competição                         | Títulos   | Temporadas |
| --------- | ---------------------------------- | --------- | ---------- |
|           | Campeonato Pernambucano - Série A2 | 1         | 2012       |

## Estatísticas

### Participações
|  | Participações em 2024 |

| Competição | Competição              | Temporadas | Melhor campanha     | Estreia | Última | P | R |
| Pernambuco | Campeonato Pernambucano | 2          | 10º colocado (2013) | 2013    | 2014   |   | 1 |
| Pernambuco | Série A2                | 5          | Campeão (2012)      | 2010    | 2022   | 1 | – |
| Pernambuco | Série A3                | 1          | 8º colocado (2024)  | 2024    | 2024   | – |   |

## Desempenho em competições
Legenda: 
| Campeão Vice-campeão Eliminado na semifinal. | Rebaixado à divisão inferior. Campeão e promovido à divisão superior Promovido à divisão superior. |